# تعداد الإمبراطورية الروسية
تعداد الإمبراطورية الروسية عام 1897 كان أول وآخر تعداد نفذ في الإمبراطورية الروسية. سجل البيانات الديموغرافية اعتبارا من 28 يناير 1897. ثاني تعداد روسي كان من المقرر لعام 1915، الا انه الغي بسبب الحرب العالمية الأولى (و لم يحدث أبدا في الإمبراطورية الروسية بسبب الثورة الروسية في 1917). سابقا، أصدر الجهاز المركزي للإحصاء جداول إحصائية على أساس القوائم المالية (ревизские списки).

## التنظيم
مشروع التعداد اقترح من الجغرافي الروسي الشهير ورئيس الجهاز المركزي للإحصاء بيوتر سيمينوف-تيان-شانسكي عام 1877، وتمت الموافقة عليه من قبل القيصر نيقولا الثاني في العام 1895.
التعداد أجري على مرحلتين. في المرحلة الأولى (ديسمبر 1896 - يناير 1897) العدادون (135,000 الأشخاص: الجنود المتعلمين والمعلمين والكهنة) بزيارة جميع الأسر، وشغل في الاستبيانات، والتي تم التحقق منها من قبل مديري التعداد المحلي. في المرحلة الثانية 28 ديسمبر 1898 قام العدادون في وقت واحد بزيارة جميع الأسر للتحقق واستكمال الاستبيانات.
تجهيز البيانات استغرق 8 سنوات باستخدام الآلات بطاقة هولليريث. نشر النتائج بدأ في عام 1898 وانتهى في عام 1905. في المجموع، 119 مجلدا لتسعة وثمانين غوبرنيه، وكذلك مجلدان موجزان صدرا،.
وتضمن الاستبيان الأسئلة التالية :
- اسم العائلة والاسم الشخصي كنية أو اسم مستعار (прозвище)
- الجنس
- العلاقة مع الاحترام لرئيس العائلة أو الأسرة
- السن
- الحالة الزواجية
- الحالة الاجتماعية: الرتبة أو اللقب (сословие، состояние، звание)
- مكان الميلاد
- مكان التسجيل
- مكان الإقامة المعتاد
- إشعار غياب
- الإيمان
- اللغة الأم
- معرفة القراءة والكتابة
- المشغل (المهنة، والتجارة، والموقف من المكتب أو الخدمة)، وكلاهما الابتدائي والثانوي

في الجداول الموجزة التعداد، كان يستند على الجنسية أعلنت اللغة الأم من أفراد العينة.

## نتائج التعداد
نتائج التعداد واسعة جدا للنشر، ولكن النسخة الروسية على الإنترنت يمكن العثور عليها هنا: demoscope.ru.
مجموع سكان الإمبراطورية الروسية التي تم تسجيلها لتكون 125.640.021 نسمة (50.2 في المائة من الإناث، 49.8% للذكور).

### حسب اللغة الام
في معظم اللغات المنطوقة، من الجنسية التي كانت عاقدة العزم :
- اللغات السلافية:
  - اللغة الروسية: 83.933.567
    - الروسية الكبيرة (أي الروسية): 55.667.469
    - الروسية الصغيرة (الأوكرانية): 22.380.551
    - الروسية البيضاء (أي بيلاروس): 5.885.547

  - البولندية: 7.931.307
  - غيرها من اللغات السلافية: 224.859
- اللغات اللاتفية اللتوانية: 3.094.469
  - اللتوانية: 1.210.510
  - زمود (ساموجيتية): 448.022
  - اللاتفية: 1.435.937
- اللغات الرومانسية: 1,143,000
  - المولدوفية والرومانية: 1.121.669
- اللغات الجرمانية: 1.813.717
  - الألمانية: 1.790.489
- اليديشية ru:Еврейский: 5.063.156
- الكارتفيلية (جنوب القوقاز): 1.352.535
- بلغة جبال القوقاز: 1.091.782
- غيرها من اللغات الهندية الأوروبية: 2.190.597
  - الطاجيكية والفارسية: 382.120
- الفنلندية: 3.502.147
  - الإستونية: 1.002.738
- اللغات التركية والتترية: 13.373.867
  - الأوزبكية ولغات سرت: 1.695.189
- لغات أخرى: 925.018
- مجموع سكان الإمبراطورية الروسية: 125.640.021

## المدن الكبرى
أكبر مدن الإمبراطورية وفقا لتعداد (آلاف نسمة) :
- سان بطرسبرغ: 1264,9
- موسكو: 1038,6
- وارسو: 626
- أوديسا: 403,8
- وودج: 314
- ريغا: 282,2
- كييف: 247,7
- خاركوف: 174
- تبليسي: 159,6
- فيلنيوس: 154,5
- ساراتوف: 137,1
- قازان: 130
- روستوف-نا-دونو: 119,5
- تولا: 114,7
- أستراخان: 112,9
- دنبروبتروفسك: 112,8
- باكو: 111,9
- كيشيناو: 108,5
- هلسنكي: 93
- ميكولايف: 92
- مينسك: 90,9
- نيجني نوفغورود: 90,1
- سمارة: 90
- أورينبورغ: 72,4
- ياروسلافل: 71,6
- فيتبسك: 65,9
- كراسنودار: 65,6
- فولجوجراد: 55,2
- إيفانوفو: 54,2
- تومسك: 52,2
- أومسك: 37,3

## التقييم
كما التعدادات الأخرى الكثيرة في عصر القومية، نتائج هذا التعداد متحيزة وتميل نحو الجنسية المفضل من قبل السلطات، في هذه الحالة، الروسية، من أجل تضخيم أعداد السكان العرق الروسي. هكذا على سبيل المثال، عدد البولنديين ناقص. مسؤولو الإمبراطورية أيضا صنفوا اللغات الأوكرانية والبيلاروسية ضمن المجموعة الروسية وصفت تلك القوميات الأوكرانيين بالروس الصغار والبيلاروسيين بالروس البيض.

## معرض صور

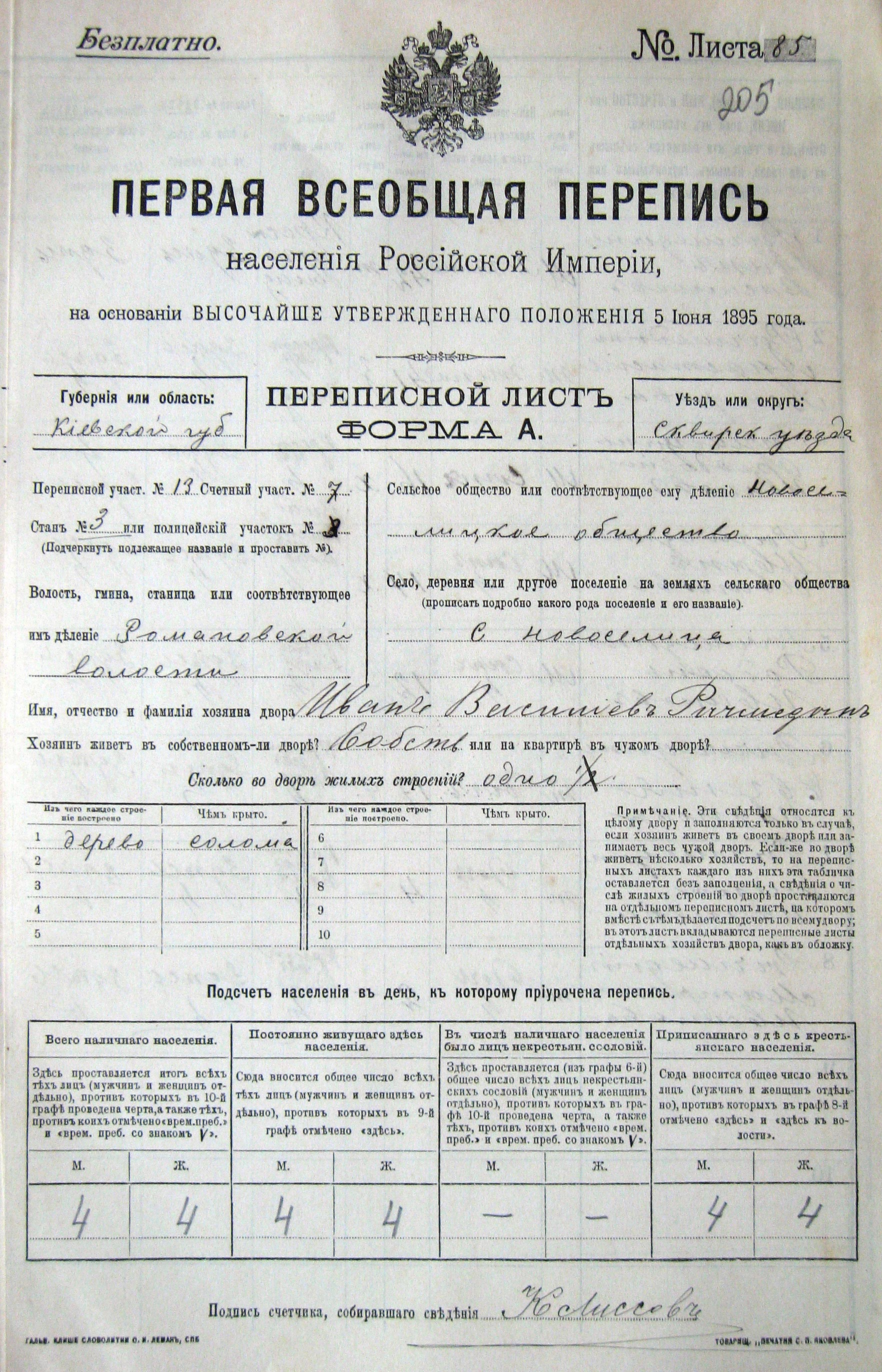
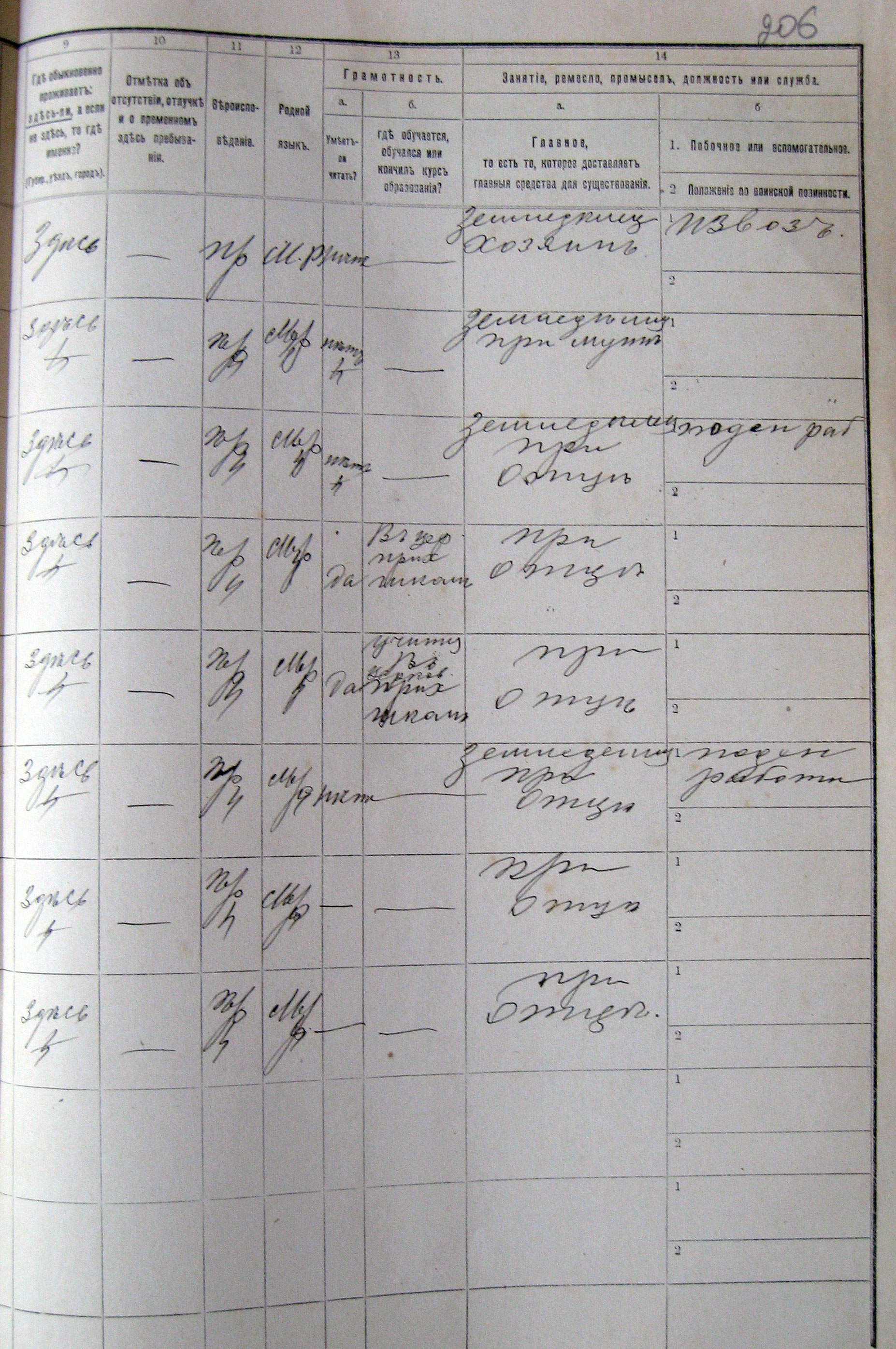
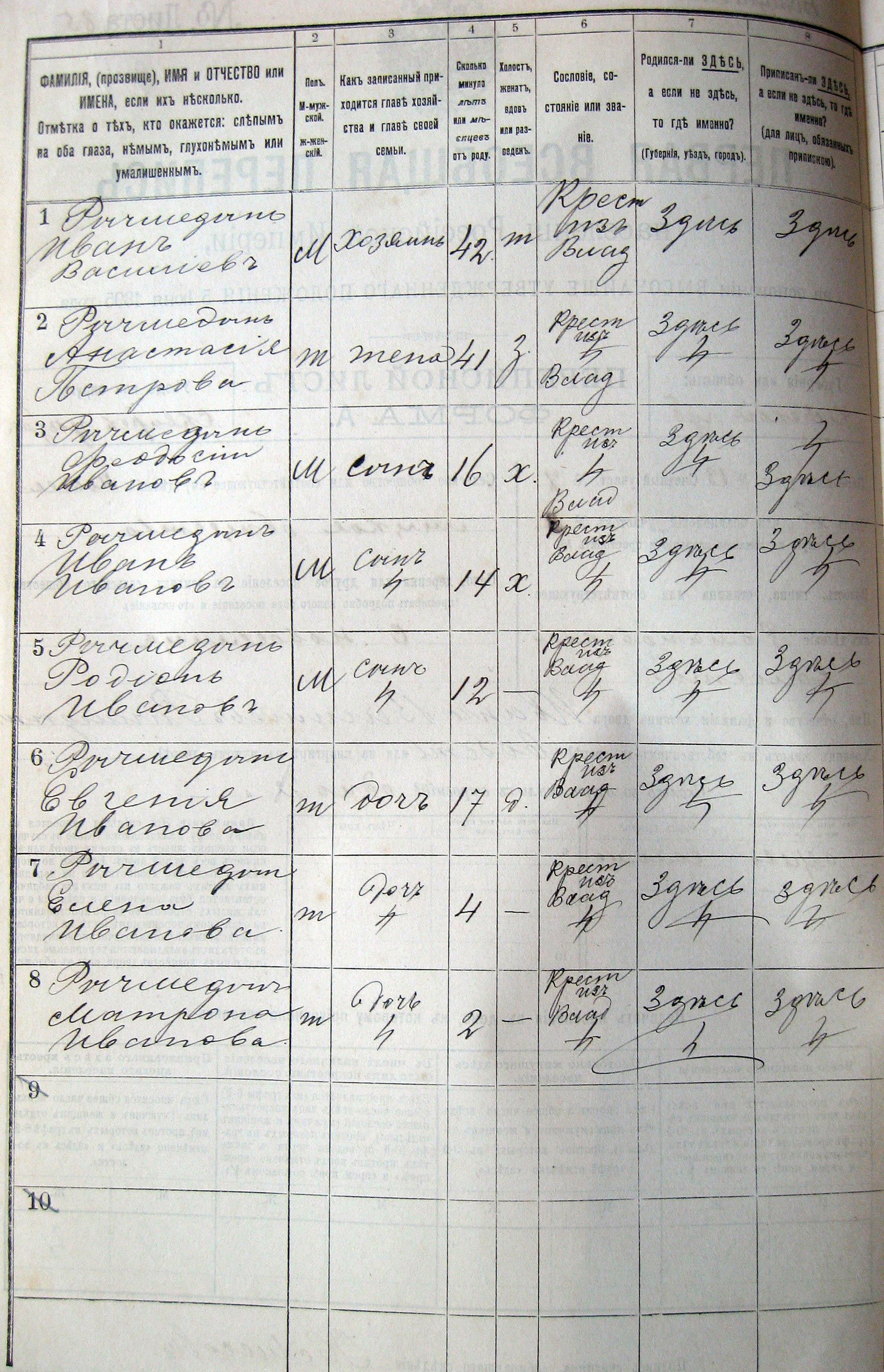
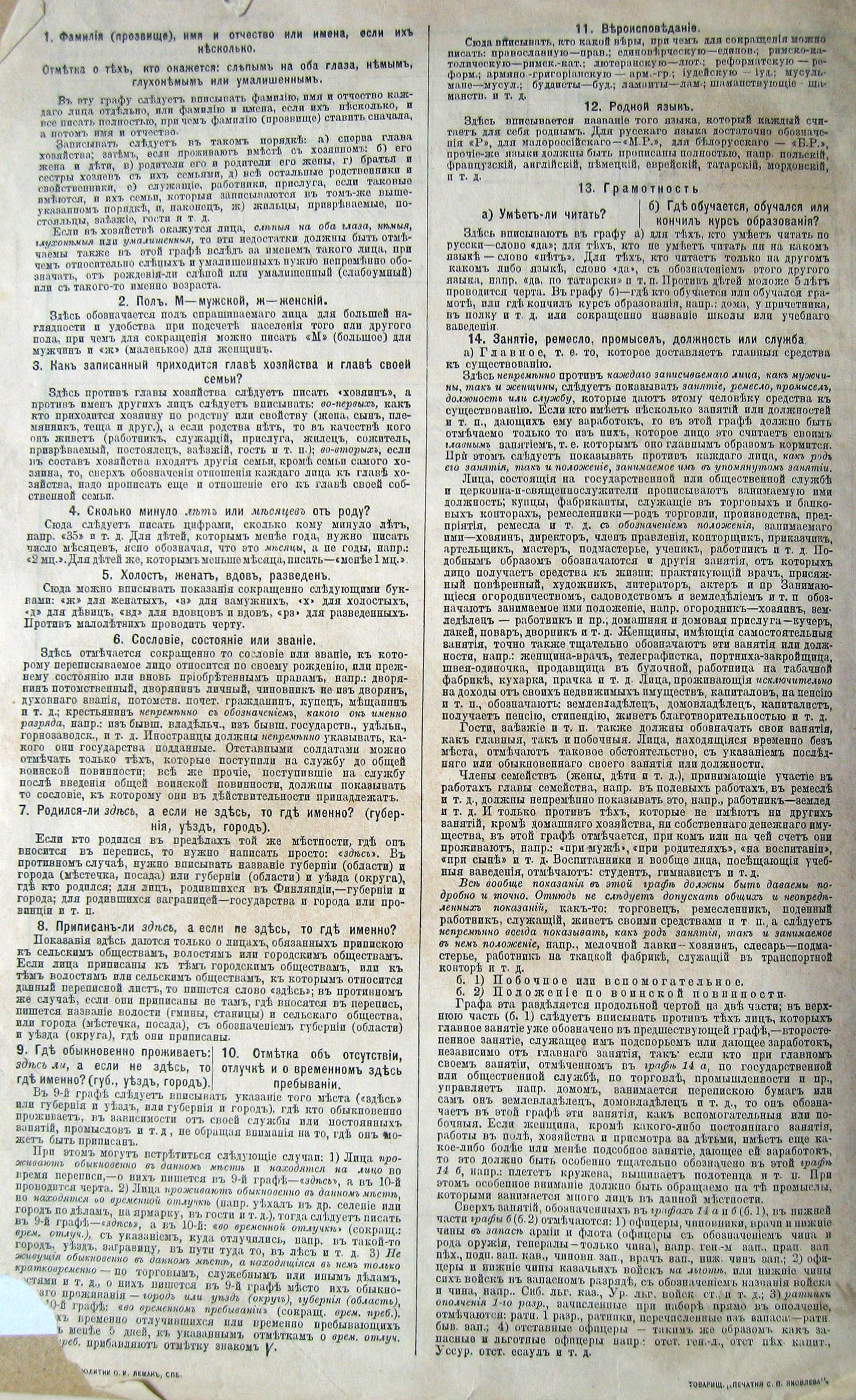